# Bert McCracken
Pour les articles homonymes, voir McCracken.
Robert Edward "Bert" McCracken (né le 25 février 1982) est le chanteur et le compositeur du groupe américain de rock alternatif The Used.

## Biographie
Bert McCracken est né à Provo, Utah, États-Unis, mais a grandi à Orem, Utah, États-Unis, et a été élevé dans une famille Mormon. Il a trois sœurs (Katie, Melanie, Rachel) et un frère cadet (Joseph Taylor).
Il a fréquenté la Timpanogos High School pendant un temps avant d'abandonner l'école à 16 ans. Avant de joindre The Used, il a joué de la trompette dès 12 ans dans un groupe local nommé I'm With Stupid.
Bert a eu une enfance plutôt heureuse, mais il a développé des conflits avec ses parents durant son adolescence. Il s'est entre autres rebellé contre leur religion Mormon en fréquentant d'autres églises.
Adolescent, Bert était contre la drogue et a même édité un magazine straight edge, "Drugs Suck", jusqu'à ce qu'il tombe à son tour dans la drogue à 15 ans.  Il est devenu addicte à la méthamphétamine et a continué à sombrer en abandonnant l'école. À 16 ans, ses parents l'ont mis à la porte. Pendant un moment, il a été sans-abri jusqu'à ce qu'il amasse assez d'argent pour avoir un appartement avec sa petite-amie Kate. Mais lorsque cette relation s'est finie, il a de nouveau vécu dans la rue et est tombé profondément dans l'addiction aux drogues, jusqu'à ce qu'il retourne vivre chez ses parents en décembre 2000. Bert est très reconnaissant envers son ami d'enfance John Schueler de l'avoir maintenu sain d'esprit pendant cette période difficile.
En janvier 2001, alors le groupe Dumb Luck (composé alors de Quinn, Jeph et Branden et qui deviendra plus tard The Used) cherchait un chanteur, Quinn se souvint de Bert et lui proposa un essai. Bert dut écrire les paroles d'une chanson qui deviendrait "Maybe Memories" sur la musique que le groupe avait composée, et, dès le lendemain, il rendit sa nouvelle version de la chanson. Le groupe l'engagea immédiatement et fut renommé Used. Ils furent finalement découverts par John Feldmann et signèrent pour le label Reprise Records ; ils devinrent The Used quand ils découvrirent qu'un groupe de Boston utilisait déjà le nom Used. 
Le 25 juin 2002, The Used sortit son premier album éponyme.

### 2006–2007Lies for the Liars
Durant la première moitié de l'année 2006, le groupe fit une pause dans sa tournée et se mit à l'écriture de son nouvel album. Pendant cette période, Bert, teint en noir depuis son adhésion au groupe à 19 ans, revint à son couleur naturelle, le blond. L'année précédente, il avait déménagé de Orem, Utah à Los Angeles, Californie, et s'installa peu de temps après avec sa fiancée australienne Alison Schneider. Il trouve Los Angeles à la fois fascinante et écœurante. "J'ai rencontré les gens les plus faux que j'avais jamais rencontré sur toute la planète, " dit-il. "Ils sont tous des menteurs, et ils sont tellement habitués à le faire que la moitié du temps je suis sûr qu'ils ne savent même pas qu'ils sont en train de mentir. Être dans cet environnement a eu un effet direct sur le ton de ce nouvel album, il est un peu plus vicieux, mais d'une manière étrange, aussi plus aimante et attentionnée." Un tel environnement a inspiré de nombreuses idées pour le parolier, source d'inspiration de chansons telles que "Pretty Handsome Awkward" et "Liar Liar".
Au début 2006, le batteur de The Used, Branden Steineckert, décida de quitter le groupe après avoir reçu une offre d'un de ses groupes favoris, Rancid, dont il devint membre à temps plein. Branden ne joua donc pas la partie de batterie sur l'album Lies for the Liars; le batteur de Good Charlotte, Dean Butterworth, le remplaça pour l'enregistrement de l'album, puis ce fut Dan Whitesides qui prit la place de façon permanente. En juillet 2008, Bert s'est marié avec Alison Schneider durant une cérémonie privée à Los Angeles.

### 2008–2009
Le 31 août 2009, The Used sortit son quatrième album, "Artwork".

### 2011–présent
The Used a sorti son cinquième album, Vulnerable, le 26 mars 2012.

## Discographie

### The Used
- 2001: Demos from the Basement [Demo]
- 2002: The Used
- 2003: Maybe Memories [CD/DVD]
- 2004: In Love and Death
- 2007: Berth [CD/DVD Live] (Recorded in 2005, Released in 2007)
- 2007: Lies for the Liars
- 2008: Shallow Believer [EP]
- 2009: Artwork
- 2012: Vulnerable
- 2014: Imaginary Enemy

## En dehors de la musique
Bert apparait dans l'émission de télé-réalité de MTV, The Osbournes, alors qu'il fréquentait Kelly Osbourne, à la consternation de la mère de cette dernière, Sharon Osbourne.

## Collaborations
- 2002: Goldfinger featuring Bert McCracken – "Open Your Eyes" – Open Your Eyes
- 2002: Goldfinger featuring Bert McCracken – "Spokesman" – Open Your Eyes
- 2002: Goldfinger featuring Bert McCracken – "Woodchuck" – Open Your Eyes
- 2004: My Chemical Romance featuring Bert McCracken – "You Know What They Do To Guys Like Us In Prison" – Three Cheers for Sweet Revenge
- 2004: Linkin Park featuring Bert McCracken – "Faint" (Live) on Projekt Revolution
- 2005: Goldfinger featuring Bert McCracken – "Ocean Size" – Disconnection Notice
- 2005: Street Drum Corps and Bert McCracken – "Happy X-Mas (War Is Over)" – Taste of Christmas
- 2006: The Distance featuring Bert McCracken – "At Least I'm Good At Something" – The Rise And Fall And Everything In Between
- 2008: Goldfinger featuring Bert McCracken and Monique Powell – "Handjobs For Jesus" – Hello Destiny
- 2013: Black Veil Brides featuring Bert McCracken – "Days Are Numbered" – Wretched and Divine: The Story of the Wild Ones